# Iphigenia (rośliny)
Iphigenia Kunth – rodzaj wieloletnich, ziemnopączkowych roślin zielnych z rodziny zimowitowatych, obejmujący 12 gatunków występujących w Afryce, Jemenie, na subkontynencie indyjskim, w Chinach, Azji Południowo-Wschodniej, Nowej Gwinei, Australii i Nowej Zelandii. Nazwa rodzaju pochodzi od mitycznej Ifigenii, córki Agamemnona i Klitajmestry.
Rodzaj posiada homonim w taksonomii zwierząt: Iphigenia Schumacher, 1817 – rodzaj małży z rodziny urąbkowatych Donacidae.

## Morfologia

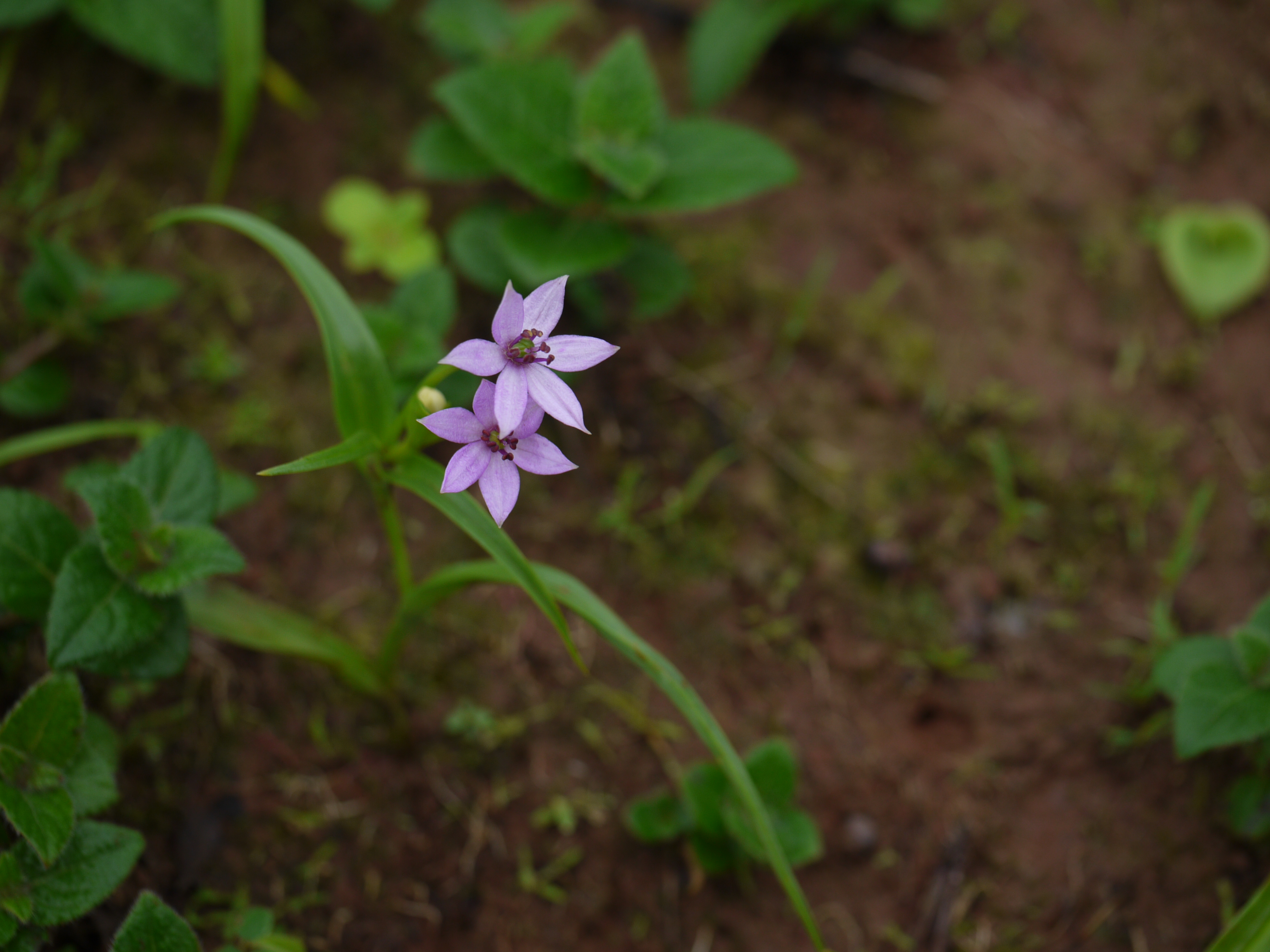
Iphigenia stellata

PokrójRośliny zielne.
ŁodygaBulwa pędowa okryta tuniką. Pęd naziemny wzniesiony.
LiścieLiście siedzące, równowąsko-nitkowate.
KwiatyKwiaty obupłciowe, szypułkowe, sześciopręcikowe, zebrane w baldachogrono (według niektórych autorów groniasto- lub baldachopodobny skrętek), rzadziej pojedyncze. Okwiat sześciolistkowy. Listki okwiatu odchylone, równowąskie, biało-różowo-brązowawo-czerwone. Pręciki osadzone u nasady listków okwiatu, o krótkich, nieco spłaszczonych nitkach. Zalążnia jajowata do podługowate, trójkomorowa. Szyjka słupka krótka, wierzchołkowo trójklapowa. Znamię słupka położone doosiowo.
OwoceJajowato-cylindryczne torebki. Nasiona liczne, kulisto-podługowate, o cienkiej, brązowej łupinie.
GenetykaLiczba chromosomów 2n = 20, 22, 26, 33, 44.

## Systematyka
Pozycja rodzaju według Angiosperm Phylogeny Website (aktualizowany system APG IV z 2016)Rodzaj zaliczany jest do plemienia Iphigenieae w rodzinie zimowitowatych (Colchicaceae), należącej do rzędu liliowców (Liliales) zaliczanych do jednoliściennych (monocots).
Gatunki
- Iphigenia boinensis H.Perrier
- Iphigenia indica (L.) A.Gray ex Kunth
- Iphigenia magnifica Ansari & R.S.Rao
- Iphigenia mysorensis Arekal & S.N.Ramaswamy
- Iphigenia novae-zelandiae (Hook.f.) Baker
- Iphigenia oliveri Engl.
- Iphigenia pallida Baker
- Iphigenia pauciflora Martelli
- Iphigenia robusta Baker
- Iphigenia sahyadrica Ansari & R.S.Rao
- Iphigenia socotrana Thulin
- Iphigenia stellata Blatt.

## Zastosowanie
Bulwy Iphigenia indica są stosowane w tradycyjnej medycynie chińskiej jako środek przeciwkaszlowy, przeciwastmatyczny, przeciwbólowy oraz profilaktycznie antynowotworowy.